# Änättijärvi
Änättijärvi är en sjö i Finland. Den ligger i kommunen Kuhmo i landskapet Kajanaland, i den östra delen av landet, 500 km nordost om huvudstaden Helsingfors. Änättijärvi ligger 182,7 meter över havet. Den är 44 meter djup. Arean är 23,73 kvadratkilometer och strandlinjen är 60,52 kilometer lång. Sjön  ingår i Uleälvens huvudavrinningsområde.   Den sträcker sig 11,1 kilometer i nord-sydlig riktning, och 7,6 kilometer i öst-västlig riktning.
I övrigt finns följande i Änättijärvi:
- Puhakansaari (en ö)
- Saunasaari (en ö)
- Eläjänsaari (en ö)
- Tulisaari (en ö)
- Verkkosaari (en ö)
- Pieni Teerisaari (en ö)
- Iso Teerisaari (en ö)
- Koukkelonsaari (en ö)